# (10938) Lorenzalevy
(10938) Lorenzalevy (1998 SW60) – planetoida z pasa głównego asteroid okrążająca Słońce w ciągu 5,79 lat w średniej odległości 3,22 j.a. Odkryta 17 września 1998 roku.